# Come stare soli
Come stare soli è una raccolta di saggi di Jonathan Franzen, comparsi su riviste (Harper's, New Yorker) tra il 1994 e il 2001 e raccolti in volume nel 2002.
Gli articoli tracciano il percorso di un intellettuale contemporaneo, da apocalittico a (parzialmente) integrato. In mezzo al guado, la palude della depressione, motivo esistenziale sul quale l'autore ritorna esplicitamente in più occasioni. 
All'inizio degli anni novanta Franzen sperimenta sulla sua pelle la crisi del progetto artistico su cui ha impostato la sua carriera sin dall'inizio (“Quando finii il college, nel 1981, non ero al corrente della morte del romanzo sociale”). I suoi primi due romanzi, pur riscotendo un discreto successo di critica e di pubblico, non suscitano nessuna reazione a parte “un'altra pagella di buoni voti da parte dei critici […] una discreta quantità di denaro; e il silenzio dell'irrilevanza”. Le statistiche sul calo dei lettori di narrativa, il trionfo della cultura dell'immagine, l'avvento dei profeti “cybervisionari” con le loro previsioni su un futuro interamente digitale: tutto sembra congiurare contro l'antica professione del romanziere. Più in profondità, l'opulenta società americana degli anni novanta sembra non aspettarsi più nulla dalla narrativa e dall'arte. (“Immaginiamo che l'esistenza umana sia definita da un Dolore. […] Se consideriamo la religione e l'arte come i metodi storicamente preferiti per venire a patti con questo Dolore, che ne è dell'arte quando i nostri sistemi tecnologici ed economici e persino le nostre religioni commercializzate sono ormai abbastanza sofisticati da collocare ognuno di noi al centro del proprio universo di scelte e gratificazioni?”) La società non ha bisogno di letteratura, ma di narcotici: e ne produce in abbondanza, “sotto forma di Tv, cultura popolare e oggetti di ogni tipo”. Ciò che rende particolarmente efficace la descrizione dei “narcotici” è che l'autore non nasconde di averne fatto uso a più riprese, e di sentirne ancora bisogno: è il caso, per esempio, della televisione. Come nella miglior tradizione apocalittica, l'apparecchio televisivo è considerato un oggetto diabolico, ma il rapporto che l'autore intrattiene col “vecchio aggeggio ingombrante” nascosto letteralmente nell'armadio, rasenta il grottesco. (“Mi chiedo se possa esistere un'immagine più tetra della codipendenza delle centinaia di ore che ho passato con un pezzo di filo di rame tagliente stretto fra indice e pollice per migliorare la qualità dell'immagine del mio televisore”).
Anche se le pagine apocalittiche di Franzen – quelle in cui l'autore indaga sulla sua depressione, e ne fornisce le coordinate storiche e sociali – sono le più intense, nei saggi in cui compaiono sono già rielaborate sotto un nuovo punto di vista. Esemplare sotto questo aspetto la sorte del saggio “Perché scrivere romanzi”, che ai tempi dalla sua apparizione su “Harper's” nel 1996 col titolo Forse sognare era stato considerato un manifesto del romanzo sociale, da cui Franzen stava piuttosto prendendo congedo: rileggendolo sei anni dopo, l'autore si rende conto che “nei cinque anni trascorsi da quando avevo scritto il saggio, ero riuscito a dimenticare che a quell'epoca ero un individuo molto arrabbiato e con la testa piena di teorie. Il fatto che gli americani guardino tantissima Tv e leggano poco Henry James mi provocava un'angoscia apocalittica”.
La “fuga di uno scrittore in crisi dalla prigione dei suoi pensieri rabbiosi” comincia con una scoperta fondamentale: la solitudine. Contattato da una studiosa di scienze sociali che sta conducendo una rigorosa ricerca scientifica sul “pubblico della narrativa seria in America”, l'autore scopre di appartenere sin dall'infanzia a una tipologia di lettore ben definita: l'isolato sociale, che sin dall'infanzia vive la sua esperienza di lettura come dialogo con un “essenziale mondo immaginario”. Questo mondo essenziale non è un rifugio, tutt'altro: nella opere narrative questi lettori riconoscono una sensazione d'imprevedibilità che è un tratto distintivo della loro esistenza (si tratta spesso di migranti, o persone che vivono comunque una realtà molto diversa da quella dei genitori). La buona narrativa descrive i conflitti rifuggendo le facili soluzioni, e tornando sempre sui “problemi fondamentali”.
In fondo, è sempre il vecchio tema del dialogo coi classici: ma Franzen lo vive come una scoperta liberatoria. “Come potevo non sentirmi estraniato? Io ero un lettore. La mia essenza mi aspettava da sempre, e adesso mi dava il benvenuto. D'improvviso mi accorsi di quanto fossi ansioso di costruire e abitare un mondo immaginario”. Solo ora, deponendo parzialmente le ambizioni del suo progetto di romanzo sociale, Franzen può riscoprire il piacere di leggere e di scrivere dei personaggi e dei luoghi che ama. Il suo terzo romanzo, arenatosi da tempo sotto il peso “del mio presunto dovere nei confronti di una chimerica cultura di massa”, si rimette in moto: si tratta naturalmente di The Corrections, che uscirà nel 2001 (Le correzioni, Einaudi, 2002).
Che cos'è esattamente la solitudine di Franzen? Non sembra avere molto a che vedere con torri d'avorio o ritorni al privato. L'intellettuale non rinuncia a indagare la società in cui vive e a pronunciare sentenze anche molto critiche. Non rinuncia nemmeno, se invitato, a comparire in un talk show televisivo (perlomeno ci prova, com'è testimoniato dal racconto autobiografico Ci vediamo a St Louis, dove una troupe televisiva costringe l'autore a tornare nei luoghi dei suoi lutti familiari). Ma la scoperta di appartenere a una comunità extratemporale di lettori e scrittori lo riconcilia coi suoi contemporanei. Non è più costretto a fare concorrenza (una ben misera concorrenza) alla cultura di massa: in fondo l'elitarismo della letteratura è sempre esistito, anche se “si era fugacemente eclissato nel periodo d'oro del romanzo”.
Così il “sublime sdegno” dei tempi di Forse sognare lascia il posto a un tono più bonario nei confronti di una realtà nella quale l'intellettuale progressivamente accetta di vivere, rinunciando a molti eccessi ideologici. Molti saggi raccolti nel volume testimoniano questo mutato atteggiamento. Raccontando la malattia del padre, in quella che è quasi un'appendice alle pagine più autobiografiche delle Correzioni, Franzen ammette di aver rifiutato dapprima l'idea della malattia di Alzheimer (“mi sembrava un altro aspetto della medicalizzazione dell'esperienza umana”) nel tentativo di salvare un'individualità annullata dalla casistica medica (“…mi dispiace vedere il significato personale staccarsi da certi errori di mio padre, come confondere la moglie con la suocera, una cosa che allora mi parve bizzarra e misteriosa e dalla quale racimolai ogni sorta di nuove e importanti intuizioni sul matrimonio dei miei genitori. A quanto pare, il mio senso della personalità individuale era illusorio”).
Se nel suo ultimo romanzo Franzen aveva descritto impietosamente l'involuzione liberista della società attraverso lo smantellamento di una compagnia ferroviaria privata, in Lettere smarrite l'argomento è capovolto: si tratta di dar conto del crollo sistemico di una grande azienda pubblica, il servizio postale di Chicago, travolto dalla burocrazia, dalla corruzione e dall'ipocrisia del politicamente corretto. Perfino il vero nemico numero uno della società americana, “Great Tobacco”, è affrontato da Franzen con insospettabile tolleranza in Setacciare le ceneri: fumatore pentito ma non redento, Franzen si scopre in un qualche modo solidale con le aziende fornitrici di sigarette, capri espiatori del risentimento popolare, e comunque colpevoli di aver “venduto l'anima ai consulenti legali” (il saggio documenta come la strategia suicida di negare la nocività del fumo fosse una scelta portata fino in fondo dagli avvocati dei produttori). In Unità di controllo Franzen documenta in presa diretta i paradossi di uno dei più fiorenti business americani: l'amministrazione carceraria. Da una parte del muro, i giovani “neri e latini” obbligati a svolgere “per un dollaro l'ora o anche meno, i lavori umili che da liberi si rifiutavano di svolgere per il minimo salariale”; dall'altra parte, gli abitanti della cittadina che ha deciso di ospitare un carcere di massimo rigore, illusi e poi frustrati da una struttura che promette sicurezza ma non dà occupazione.
In altri saggi il nucleo tematico della solitudine diventa riflessione sul concetto (problematico) di privacy: ma anche in questo caso, e in un momento in cui le libertà personali sembrano messe a dura prova dalla pervasività della tecnologia, Franzen spiazza il lettore invertendo i termini della questione: non è la privacy che manca agli statunitensi, anzi: nell'era dei forum elettronici e dell'esplosione dei quartieri residenziali la verità è che “siamo sommersi dalla privacy”. Quello che invece va scomparendo è uno spazio pubblico, “dove ogni cittadino è il benvenuto e dove la sfera puramente privata è esclusa o limitata”. Perciò, paradossalmente, il caso Clinton-Lewinsky, esploso nell'“ultimo grande, poderoso bastione della vita pubblica americana” è l'unica, e definitiva violazione della privacy, mentre l'espansione suburbana ha causato la fine delle “buone maniere”, dei “comportamenti adulti che si imparano meglio in luoghi pubblici come i marciapiedi”. Ma nonostante le spinte centrifughe, la grande città polifunzionale resiste, e rimane il luogo ideale dove imparare a stare soli. È qui che lo scrittore-lettore Franzen decide di restare. A costo di ridursi a razzolare nei rifiuti, come al termine di uno dei pezzi più autobiografici e divertenti, Materiale di recupero. Qui l'arte della riparazione dei vecchi utensili (una macchina da scrivere, una poltrona, un vecchio computer) diventa, più che  una sfida al “tecnoconsumismo”, ma una vera e propria metafora della pratica letteraria.
“L'obsolescenza è il prodotto principale della nostra passione nazionale per la tecnologia, e io sono ormai convinto che l'obsolescenza non sia un male ma una meraviglia: non la perdizione, ma la salvezza. Più il progresso tecnologico diventa precipitoso, più cresce il volume dei detriti obsoleti. E i detriti non sono soltanto materiali. Sono anche una religione arrabbiata, la rinascita di ideologie controculturali, i nuovi disoccupati, gli eterni disadattati. Tutto ciò garantisce che gli scrittori non saranno mai soli. L'ineluttabile obsolescenza è il nostro patrimonio”.

## Edizioni
- Jonathan Franzen, Come stare soli, traduzione di Silvia Pareschi, Einaudi, 2003.